# Imagism
Imagismen (av engelska image) var en riktning inom poesin i England och USA under det tidiga 1900-talet. Skolan strävade efter klarhet genom ett exakt poetiskt bildspråk.
Imagismens egentliga grundare var T.E. Hulme. Poeterna Ezra Pound och Frank Stuart Flint lanserade skolan år 1912 som en reaktion mot den romantiska optimism och bekymmerslösa tankesätt de såg i samtiden. Pound definierade imagismen, i till exempel antologin Des imagistes från 1914, som en antiromantisk poesiform som skulle vara koncentrerad och exakt med nya rytmer och fritt ämnesval. Poeten menade att den imagistiska poesin skulle vara "hård och klar".
Andra poeter förknippade med denna poetiska skola var britterna Richard Aldington och David Herbert Lawrence samt amerikanerna Amy Lowell, Hilda Doolittle, William Carlos Williams och John Gould Fletcher.